# Yanun
Yanun (àrab: يانون, Yānūn) és un vila palestina de la governació de Nablus, a Cisjordània, al nord de la vall del Jordà, 12 kilòmetres al sud-est de Nablus. Segons l'Oficina Central Palestina d'Estadístiques tenia 102 habitants el 2006, que ha baixat dels 145 que tenia el 2004. Es troba a l'Àrea C, sota control total israelià de Cisjordània. Està dividida en dos llocs, alt i baix. La part alta és considerada il·legal per les autoritats israelianes, que hi han prohibit el desenvolupament. Els residents de la vila han de viatjar a Beit Furik per rebre assistència sanitària primària.

## Història
S'hi ha trobat terrissa de l'edat de ferro, romana, romana d'Orient, de les Croades i aiúbida.
La vila de Yanun és diferent de Khirbet Yanun, les ruïnes properes al nord-est del poble. Segons Edward Robinson, Yanun correspon a la Jano (Ἰανὼ) d'Eusebi de Cesarea i Jeroni d'Estridó, un poble a Acrabatene, a l'est de Neapolis, que, segons Robinson, aquests dos pares de l'Església confonen amb l'antiga ciutat fronterera de Yanoḥah (ינוחה) de Neftalí, que pertanyia a la tribu d'Efraïm.Victor Guérin va argumentar que tant Eusebi com Jeroni havien confós la Yanoḥah de la tribu d'Efraïm amb el poble homòfon força diferent que pertanyia a la tribu de Neftalí (p. 7). Els investigadors moderns, després de Guerin, han suggerit que la Yanoḥah bíblica es refereix a Khirbet Yanun, ja que s'hi ha trobat fragments de ceràmica de l'edat de ferro inicial i no a Yanun. L'àrea és esquitxada de c oves, que segons el mestre d'escola total foren construïdes pels canaanites.
Hi ha un santuari, anteriorment utilitzat pels vilatans com a mesquita, que es creu que és del profeta Nun. En una lloma anomenada Nabinun tres-cents metres a l'est de la Baixa Yanun.
S'hi han trobat signes de presència antiga com ceràmica romana d'Orient i tombes excavades a la roca. Hi ha les ruïnes d'una església franca.

### Època otomana
En 1596, Yanun apareix als registres fiscals otomans com a vila a la nàhiya de Jabal Qubal al liwà de Nablus. Tenia una població de 18 llars musulmanes i pagava taxes sobre el blat, ordi, collites d'estiu, olives, cabres o ruscs, i una premsa d'olives o raïm. Edward Robinson va visitar Yanun en 1852. Va escriure que el poble estava pràcticament en ruïnes i només eren habitades unes poques cases. En el segle xix Yanun va ser poblada amb uns 50 buixnacs (bosnians) musulmans de Bòsnia, després que el seu país va ser cedit a l'Imperi Austrohongarès pel Congrés de Berlín. El sultà Abdul Hamid va donar als immigrants una part significativa de la localitat. Segons Haaretz aquests eren soldats enviats per reforçar el domini otomà a Palestina. Adoptaren un cognom comú, Bushnak, i més tard es van traslladar a la propera Nablus i arrendaren les seves terres de cultiu als vilatans d'Aqraba que van abandonar gradualment el seu poble per instal·lar-se a Yanun. Els vilatans són els seus parents i descendents. En 1870, Victor Guérin la va visitar i va observar Neby Nun a l'est de Yanun. En 1882, el Survey of Western Palestine va descriure-la com «un petit poble a la vora d'una vall profunda, amb un lloc sagrat a l'est (Neby Nun), i un petit corrent aproximadament 1 milla al nord.»

### Època del mandat Britànic
En el cens de Palestina de 1922 organitzat per les autoritats del Mandat Britànic, Yanun tenia 70 musulmans, incrementats en el cens de 1931 a 120, tots musulmans, en un total de 22 cases.
Segons un cens de terra i població en 1945 Yanun tenia 50 àrabs en un total de 16,439 dúnams de terra, que vivien en una àrea edificada de 34 dúnams. D'aquests, 731 dúnams eren plantacions i terra de rec, mentre que 3,969 dúnams eren per cereals.

### Després de 1948
Després de la de la Guerra araboisraeliana de 1948, i després dels acords d'Armistici de 1949, Yanun va restar en mans de Jordània. Després de la Guerra dels Sis Dies el 1967, ha estat sota ocupació israeliana. Actualment el poble és llogat pels residents d'Aqraba i el pagament per l'arrendament de la terra podria fer-se en forma de blat, oli d'oliva o en efectiu. Prop de tres quartes parts dels 16.000 dúnams de terra de Yanun encara són arrendats.
Segons Vikram Sura, els colons d'Itamar solen comerciar amb els agricultors locals i visiten Yanun per gaudir d'un refrigeri amb cafè i te de menta especiat amb cardamom. A mitjans dels anys 1990, Itamar va començar a 'annexar-se' els turons al voltant de l'assentament cap a Yanun. Les cases tràiler d'Itamar va començar establir-se per la carena que domina el poble. L'última, "Givot Olam" (turons de l'univers), cap avall del poble de Yanun, va ser creat per Avri Ran, qui va obtenir la terra per entrar il·legalment a àrees propietat de Yanun i a terres de l'Estat d'Israel, i agrediren als palestins que es van acostar al seu assentament Tot i que es van sentir envoltats, els vilatans de Yanun no se sentien vulnerables. Les relacions canviaren amb l'esclat de la Segona Intifada l'octubre de 2000, quan 13 àrabs israelians van ser morts a trets durant la repressió d'una revolta en protesta per la visita d'Ariel Xaron a Muntanya del Temple. Yanun es troba lluny de les principals àrees en què es van enfrontar posteriorment militants palestins i les Forces de Defensa d'Israel, i fins llavors les queixes entre les dues comunitats eren poc habituals. Durant els següents tres anys els militants palestins van matar aproximadament 11 colons d'Itamar. Un californià que havia fet l'aliyyà per Itamar més tard va acusar Yanun d'haver ajudat aquests terroristes. Cap membre de la població ha estat vinculat a qualsevol atac contra els colons. Els joves de l'avançat d'Avri Ran argumenten que no tenen la prerrogativa de respondre amb violència quan senten que els seus veïns palestins els impedeixen executar el seu dret, com a hereus legals del llegat de Déu, per treballar la terra.
Segons informes locals els colons armats van començar a obstaculitzar als agricultors Yanun de collir els seus cultius d'oliveres, intimidar els vilatans i danyar el generador elèctric del poble. Segons una enquesta informada i compilada pel regidor de Yanun Abdelatif Sobih, els vilatans Yanun han estat objecte de repetits atacs a les seves llars i granges; cops; trets, alguns amb resultat de mort; enverinament i trets als seus ramats; ús de gossos ferotges per impedir accés dels agricultors a les seves terres; bloqueig de les seves vies d'accés; contaminació dels seus recursos hídrics; destrucció del seu generador elèctric, construït amb una donació del Grup de Desenvolupament Econòmic; arada dels camps sembrats de cultius, o crema de cultius en època de collita; robatori d'oliveres; trets als cotxes de familiars que viatgen a visitar Yanun; i interrogatori dels mestres a l'escola primària de Yanun.

#### Èxode temporal de 2002
Durant el 2002 es van dur a terme assalts i tirotejos per part de colons als agricultors palestins i voluntaris estrangers en temps de recol·lecció de l'oliva. Un portaveu del consell de l'assentament israelià d'Itamar, en resposta a les preguntes sobre els incidents, va contestar que no tenia coneixement de les reclamacions d'assetjament i que els colons estaven tractant de mantenir els vilatans palestins a distància d'ells. Un altre portaveu d'Itamar va dir a The Guardian aleshores «Si algú és terroritzat, sóm nosaltres. Els àrabs han d'aprendre que si continuen actuar violentment no poden viure aquí. Tota aquesta xerrada per olives àrabs, què passa amb la sang jueva?»
El poble va ser abandonat temporalment el 19 d'octubre de 2002, el primer èxode en els últims temps d'una comunitat palestina abandonant un poble arran dels atacs dels colons. L'última de les 25 famílies reubicades a la propera Aqraba després d'un empitjorament en la seva persecució per part dels residents d'Itamar, inclosa Avri Ran i la seva organització, els Joves del Turó. Dues persones gran es van quedar enrere, negant-se a acceptar la decisió del poble de marxar. El poble va ser reocupat amb l'ajuda d'activistes per la pau de Ta'ayush i el Moviment de Solidaritat Internacional, que va venir i mantingué una presència durant dues setmanes, quan els vilatans van començar a moure's en resposta a l'assetjament. La presència de voluntaris estrangers com a testimonis ha actuat com un fre a les agressions dels colons. L'activista de Ta'ayush David Nir fou colpejat per Avri Ran a Yanun. Amiel Vardi, professor de clàssic a la Universitat Hebrea, va rebre un tret d'un colon que fou identificat i portat a judici. El cas fou sobreseït. Des de 2003, EAPPI ha mantingut una presència de protecció a Yanun, informant de violacions dels drets humans.
El 30 d'octubre de 2002, junt amb David Shulman, un grup que incloïa els distingits escriptors israelians Amos Oz, Meir Shalev, A. B. Yehoshua, David Grossman, la filla de Haim Gouri, amb Rabbi Menachem Froman, cofundador de Gush Emunim i un colon de Tekoa, Ian Buruma i un equip de periodistes i càmeres de televisió israelians va visitar Yanun per ajudar els vilatans retornats amb la seva collita i evitar els colons. Segons Shulman un dels rabins de l'assentament ha declarat que els jueus tenen el dret a robar les olives dels palestins, puix que la terra els pertany des de l'antigüitat. Rabbi Froman es va presentar armat amb una gran pila de llibres, inclosa la Guemarà i Xulhan Arukh, per demostrar que aquests textos actualment prohibeixen robar les olives als no-jueus.

## Incidents
A principi de 2012 l'exèrcit israelià va començar a revisar plans per reactivar a la zona un camp de tir en estat latent, 904A, i va començar a prohibir als palestins l'ús de la zona, tot i que la prohibició no s'aplica als colons del lloc d'avançada Giva 777 d'Itamar, que està en terres privades palestines. Durant l'estiu, Rahed Fahmi,cap del consell de Yanun, juntament amb Rabins pels Drets Humans i l'associació palestino-israeliana Lohamin LeShalom (Lluita per la Pau) han estat involucrats en una intensa campanya per convèncer les autoritats israelianes dels drets dels vilatans de Yanun i Aqraba a les seves terres. Van tenir èxit en l'obtenció d'un dret de visitar els seus camps durant una setmana de collita, del 3 de juliol al 10 de juliol.
El dissabte 7 de juliol 2012 dos vehicles militars van acompanyar els agricultors als seus camps. Segons els agricultors locals, els colons colpejaven les ovelles. D'acord amb l'EAPPI i Amira Hass, desenes de colons jueus van atacar Yanun, un dels 50 assalts de colons a Cisjordània en aquest mes, assaltaren els vilatans i van matar tres ovelles i feriren greument quatre vilatans, els membres de la família Bani Jaber, que requeriren tractament hospitalari. En l'assalt un va ser colpejat i posteriorment emmanillat pels soldats que van intervenir. Un cinquè, Jawdat Ibrahim, es va informar que va ser copejat, ferit, lligat i deixat en un camp, on va ser trobat l'endemà. Segons una font de les FDI, l'exèrcit israelià va intervenir en una baralla de llançament de pedres entre els colons i vilatans, i van utilitzar gasos lacrimògens per aturar el xoc. Segons un funcionari de la governació de Nablus, una de les víctimes, Jawdat Bani Jabir, de 43 anys, va rebre trets a la cara i els peus dels soldats i després va ser apunyalat pels colons. Cinc caps de bestiar també van ser sacrificats. Segons l'EAPPI, «l'atac va començar a mitja tarda, quan tres agricultors palestins que treballaven als seus camps foren atacats pers colons armats amb metralladores i ganivets. Els colons van apunyalar tres ovelles dels agricultors. Quan EA van arribar al lloc a petició del cap del poble, també hi va haver incendis en dos camps de blat i una olivera. Els soldats israelians van disparar gasos lacrimògens als palestins que tractaven d'arribar a la zona per apagar els incendis.» El dia després unes altres deu ovelles del ramat van morir. Ara se'ls va negar tota la zona reservada per l'agricultura, però els camps ara són atesos pels colons als que es va permetre viure al nou camp de tir.
Segons EAPPI, Rashed Murrar, cap de la vila, tem que la intenció de l'atac era fer que els pobles palestins renunciïn als seus camps de blat. El poble, que és llar de només 65 persones, és envoltat per llocs israelians avançats, que són considerats il·legals segons el dret internacional i la llei israeliana.
Segons els reports, els vilatans van poder dissuadir els colons que volien atacar el poble durant la recol·lecció de l'oliva a l'octubre de 2015.

## Judicis crítics
La població civil de Yanun, juntament amb la de Bil'in, Jinba i diversos altres llocs, en el judici de l'investigador i activista per la pau de Ta'ayush David Shulman, han estat objecte de pràctiques que són «singularment cruels».
Amira Hass, escrivint per al diari Haaretz, sosté que els atacs sistemàtics contra la població palestina com la de Yanun, que són semites, constitueixen una forma d'antisemitisme, amb la diferència que aquest tipus d'atacs a Cisjordània són poc o gens informats. La història recent del poble va ser citada per la teoria que després dels Acords d'Oslo, Israel aplica una política de transferència lenta dels palestins de llogarets propers als assentaments israelians a Cisjordània. L'erudit català Ferran Izquierdo Brichs, cita el que hi ha passat com un exemple de neteja ètnica.

## Medi ambient
Yanun va ser descrit com un poble idíl·lic, si no fos pels problemes actuals. Venint des d'Aqraba hi ha bones vistes de turons plens d'oliveres, mentre que a la dreta la terra cau abruptament cap avall a lal Vall del Jordà. Està envoltada de valls exuberants adornades en primavera amb les anemones i ciclamen, que es vanen d'oliveres i pastures per ovelles, amb una impressionant vista de la vall cap a Aqraba. El poble en si té les ruïnes de les cases otomanes fortificades i un castell en ruïnes. El lloc conegut com a Nabinun, al turó del mateix nom, ha estat identificat com una antiga sinagoga-mesquita i està associada amb el patriarca bíblic Josuè.